# Christopher Beeston
Christopher Beeston (né vers 1580 et mort vers 1638) est un acteur, un directeur de troupes de comédiens et un propriétaire de théâtre de la période élisabéthaine. Il a ainsi administré le Cockpit Theatre et dirigé de nombreuses compagnies théâtrales.

## Biographie

### Jeunesse
On connaît sa date de naissance approximative, puisqu'en 1623 Beeston donne son âge (43 ans), ce qui le fait naître vers 1580, mais on ignore tout de sa jeunesse.

### Acteur
La première apparition de Christopher Beeston dans l'histoire du théâtre repose sur la conjecture qu'il serait le « Kit », qui, dans la seconde partie de Seven Deadly Sins (« Les Sept péchés capitaux »), joué par la troupe de lord Strange (en) dans les années 1590, interprète le rôle du soldat dans l'Envie et celui d'un capitaine dans la Paresse. Il est alors un enfant acteur dans la même troupe et en même temps que John Heminges, Augustine Phillips et Henry Condell. Cette suggestion, émise tout d'abord par Malone en 1780, a été considérée comme raisonnable par Fleay (en) et Greg (en). Confirmant son début précoce au théâtre, il a été quelque temps l'apprenti d'Augustine Phillips, qui, dans son testament daté du 4 mai 1605, laisse « à mon serviteur, Christopher Beeston, trente shillings en or ».
Il est possible qu'il reste avec la troupe de lord Strange jusqu'à ce qu'elle devienne celle de lord Chamberlain, car il appartient à cette dernière troupe  en 1598, quand elle joue Every Man in his Humor, le nom de Beeston apparaissant dans la liste des « principaux acteurs » jointe au texte du folio de 1616 de Jonson. Il n'est par contre pas nommé dans l'édition de 1623 du Premier Folio des œuvres de Shakespeare, alors qu'il a joué avec ce dernier. Pour avoir fréquenté physiquement Shakespeare de 1598 à 1602, il est cité par de nombreux biographes de ce dernier, comme René Weis, ou David Ellis, car il aurait confié à son fils, William Beeston, quelques détails de la vie de ce dramaturge.
En 1602, il est associé avec la troupe de Worcester (en), à qui il vend quelques costumes lui appartenant en août et en octobre de cette année-là.
Au début du règne de Jacques Ier, la troupe de Worcester prend le nom de troupe de la reine Anne (en), et Beeston, qui se fait aussi appeler « Hutchinson », reste dans cette troupe jusqu'en 1619. On le retrouve dans plusieurs listes d'acteurs : liste des acteurs portant l'uniforme rouge pour la procession du 15 mars 1604, liste des acteurs patentés au 15 avril 1609, sur un brevet lui permettant de jouer devant le Conseil privé pendant le Carême, le 29 mars 1615, sur un arriéré de contribution pour la réparation des routes proches du théâtre du Red Bull le 4 octobre 1616, et enfin dans la procession funèbre de la reine Anne, le 13 mars 1619.

### Directeur de troupe
À la création de la troupe de la reine Anne, Christopher Beeston figure second sur la liste des acteurs qui en font partie, le premier, Thomas Greene, en étant le chef. Cette liste est la suivante : Thomas Greene, Christopher Beeston, Thomas Heywood, Richard Perkins, Robert Pallant, John Duke, Thomas Swinerton, James Hoult, Robert Beeston et Robert Lee. Quand Thomas Greene meurt en 1612, Beeston est choisi pour le remplacer en tant que directeur général et administrateur de la compagnie, ce qui convient parfaitement, les autres acteurs n'ayant que de faibles moyens.
Avec Thomas Heywood et l'acteur Richard Perkins, il est témoin lors de l'ouverture du testament de Greene le 25 juillet 1612. Les dispositions de ce testament donneront lieu à un procès quelques années plus tard avec Susan Baskerville, la veuve de Greene. Beeston tient dans ce procès une place importante. Susan Baskerville réclame à la troupe 117 £, somme qui, selon elle, était due à son mari. Embarrassée par la gestion financière obscure de Beeston, la troupe tente malgré tout de répondre à cette demande, sans jamais toutefois la satisfaire pleinement. Le compte rendu du litige de 1623 montre clairement que sa direction n'est pas toujours sans reproche.
Un autre procès révèle également combien il gère mal les affaires de la compagnie. Peut-être même avant, mais au moins certainement entre 1612 et 1619, c'est lui qui achète les costumes et les divers accessoires nécessaires aux représentations. En 1612, il s'arrange avec Smith pour qu'il fournisse à la troupe « la brocatelle et tout ce qu'il faut ». Or entre le 27 juin de cette année-là et le 23 février 1617, Smith approvisionne des marchandises pour un total de 46 £ 5 s et 8 d, sans être payé, ce dont il se plaint. Ce litige, plus la manière peu satisfaisante qu'a Beeston de gérer l'argent de la compagnie et de rendre des comptes, conduit à un procès entre lui et Smith. Apparemment, Beeston fournit une fausse comptabilité pour justifier une dépense de 400 £, et ses associés l'accusent d'enrichissement personnel à leurs dépens. Dans le procès de 1619, il est décrit comme ayant été en 1612 « un homme prospère, quelqu'un qui a les capacités et les moyens ». L'issue de ce procès nous est inconnue. À la mort de la reine Anne en 1619, Beeston prend la direction de la troupe du prince Charles (en).

### Propriétaire de théâtre
Jusqu'en 1616, la troupe du roi (en) est la seule compagnie d'acteurs adultes à posséder une salle de spectacle à l'intérieur des murs de la Cité, le théâtre des Blackfriars, tout en conservant une salle à l'extérieur de Londres, le Théâtre du Globe, en cas de conflit avec la municipalité. En 1616, Beeston prend le risque d'acquérir le Cockpit Theatre dans Drury Lane, à l'intérieur de la Cité, près des beaux quartiers résidentiels, et de l'agrandir, abandonnant le théâtre du Red Bull, qui se trouve à Clerkenwell en dehors de la juridiction de la Cité.
Beeston est le premier acteur à cumuler ainsi les fonctions de directeur de troupe et de propriétaire de théâtre. Il dirige son entreprise à la manière d'un autocrate, menant par exemple sa dernière troupe, les Beeston's Boys (en), autoritairement et agressivement. Quand il quitte le Red Bull, Beeston amène avec lui, paraît-il, les costumes et le mobilier de ce théâtre, bien que cela ne lui appartienne pas. Toutefois la suite de sa carrière montre de manière manifeste qu'il est l'un des plus éminents directeurs de troupe et de théâtre de l'époque.
Le 4 mars 1617, jour de Mardi gras, un groupe d'apprentis de Clerkenwell, mécontents de l'arrêt du Red Bull, le divertissement proche de chez eux, attaquent le nouveau théâtre du Cockpit si violemment qu'on compte des tués et des blessés. Bien que les acteurs se défendent vigoureusement, la salle est sérieusement endommagée, le répertoire brûlé et les accessoires brisés. La troupe de la reine retourne au Red Bull, le temps que les dégâts soient réparés. Trois mois plus tard, ils réintègrent le Cockpit, qui, renaissant de ses cendres, est rebaptisé le Phoenix, bien que son ancien nom demeure.
Situé près des Inns of Court et du West End en plein développement, le Cockpit est bien placé pour attirer des audiences de qualité, sans toutefois égaler le théâtre des Blackfriars encore plus élitiste. Beeston sait tisser des liens avec Whitehall, et le roi et la reine viennent en personne assister à une représentation de Love's Mistress de Heywood en 1634. S'il n'est pas le théâtre favori des amateurs de la cour, il est fréquenté par les bourgeois résidents de la Cité, qui apprécient particulièrement les spectacles mettant en scène la vie quotidienne de leur ville.
Dans ce théâtre, Beeston semble avoir successivement dirigé la troupe de la reine Anne de 1617 à 1619, la troupe du prince Charles de 1619 à 1622, la troupe de la princesse Élisabeth de 1622 à 1625, la troupe de la reine Henriette de 1625 à 1637, et enfin la jeune troupe du roi et de la reine (King and Queen's Young Company), communément appelée les Beeston's Boys de 1637 à 1639. Cette dernière troupe est formée à partir du groupe de jeunes acteurs qui se sont produits devant le roi et la reine à Hampton Court à Noël 1636. Une liste d'acteurs du Cockpit précise en 1622 que Beeston est « leur chef à tous ».

### Mort
Il est mort probablement avant le 10 août 1639, car, à cette date, William Beeston, son fils – ou son frère hasarde Collier (en) – le remplace à la tête des Beeston's Boys. En 1639, le bail du Cockpit Theatre est au nom d'Elizabeth Beeston, alias Hutchinson, apparemment la seconde femme de Christopher, puisque les archives du Middlesex de 1615-17 contiennent plusieurs actes d'accusation pour non-conformité religieuse concernant sa première femme, Jane. Dans ces documents, Beeston est décrit comme un gentleman ou un yeoman, « habitant dernièrement la paroisse St James à Clerkenwell » ou, dans un cas, « de Turmil street ».

### Descendants
Les registres baptismaux de l'église St Leonard de Shoreditch conservent la trace du baptême des enfants suivants : Augustine, le 16 novembre 1604 enterrée le lendemain, Christopher, le 1er décembre 1605, Robert, le 2 avril 1609, Jane, le 22 septembre 1607, un autre Christopher, le 15 juillet 1610, un autre Robert, le 26 décembre 1615. On peut suivre son nom dans cette paroisse jusqu'en 1637.

## Œuvres
Il écrit quelques vers dans la préface d'Apology for Actors de Heywood (1612), où il s'adresse à l'auteur comme « son bon ami et camarade ». En 1635, avec son fils William, il finance en partie l'illustration de The Hierarchy of the Blessed Angels de ce même auteur.